# Henčov
Henčov (německy Heinzendorf) je vesnice, část krajského města Jihlava a zároveň jedno z jeho katastrálních území o rozloze 5,05 km2.. Nachází se asi 4 km na severovýchod od Jihlavy. K Jihlavě byl připojen 1. srpna 1976. Zajíždí sem autobusová linka č. 4. V roce 2009 zde bylo evidováno 74 adres. V roce 2001 zde trvale žilo 178 obyvatel. V katastru obce se nachází veřejné vnitrostátní letiště Jihlava. Celá zástavba Henčova jakož i téměř celý jeho katastr leží na Moravě, ale v období komunistického režimu byly provedeny malé úpravy hranice s Herolticemi, takže v současnosti katastr Henčova nepatrně zasahuje i do Čech.

## Název
Název se vyvíjel od varianty Hainczendorf, Haynczendorf, Heinczendorf, Hanczendorff (15. století), Hantzendorff, Hanntzendorff, Haintzendorff, Haintzendorff a Hantzendorff (16. století), Hantzendorff (1678, 1718), Haatzendorf (1720), Haintzendorf (1751), Hainzendorf a Henčov (1846), Heinzendorf a Hynčov (1872), Hynčina (1881) až k podobě Henčov v roce 1935. Místní jméno Heinzendorf je německého původu a vzniklo z osobního jména Heinz (zkratka jména Heinrich).

## Historie
První písemná zmínka o obci pochází z roku 1359.

## Obyvatelstvo
Podle sčítání 1930 zde žilo v 38 domech 230 obyvatel. 180 obyvatel se hlásilo k československé národnosti a 50 k německé. Žilo zde 212 římských katolíků a 18 příslušníků Církve československé husitské.
| Rok            | 1869 | 1880 | 1890 | 1900 | 1910 | 1921 | 1930 | 1950 | 1961 | 1970 | 1980 | 1991 | 2001 | 2011 |
| -------------- | ---- | ---- | ---- | ---- | ---- | ---- | ---- | ---- | ---- | ---- | ---- | ---- | ---- | ---- |
| Počet obyvatel | 134  | 171  | 196  | 207  | 272  | 285  | 230  | 193  | 182  | 180  | 192  | 155  | 178  | 172  |